# Turistická značená trasa 6670
 Turistická značená trasa 3634 je 535 m dlouhá žlutě značená turistická trasa Klubu českých turistů spojující Čertovu skála s vrchem Světovina. Trasa je spojovací cestou červeně značené turistické trasy č. 0209 a zeleně značené turistické trasy č. 3639.

## Průběh trasy
Trasa začíná u rozcestníku Čertova skála-rozcestí na červeně značené turistické trase č. 0209. Červená stezka míří na vrchol Čertovy skály (566 m n. m.), kde jsou vyhlídková místa s výhledem na Plískov, Lhotu pod Radčem a Radeč. Trasa pokračuje po vrstevnici k rozcestníku Světovina-rozcestí, kde navazuje na zeleně značenou turistickou trasu č. 3639 a končí. Zelená značka dále vede na samotný vrchol Světovina (560 m n. m.), který byl dříve nazýván Světská skála.